# Ryan Sissons
Ryan Sissons (Auckland, 24 giugno 1988) è un triatleta neozelandese.

## Carriera
Ha vinto la medaglia d'argento ai mondiali di triathlon di Budapest del 2010, categoria under 23, alle spalle del britannico Jonathan Brownlee.
Nel 2006 partecipa ai mondiali di duathlon di Corner Brook, classificandosi 4º assoluto ad un minuto dal vincitore, lo statunitense Steve Duplinsky (56'40"), a 22" dal campione britannico Alistair Brownlee (57'19") e a 5 secondi dal gradino più basso del podio occupato dal portoghese José Estrangeiro (57'36").
Nel 2007 partecipa ai mondiali di duathlon di Gyor, classificandosi al 19º posto e ai mondiali di triathlon di Amburgo, arrivando 20º, in entrambe le occasioni nella categoria junior.